# Rattus morotaiensis
Rattus morotaiensis és una espècie de mamífer rosegador de la família dels múrids. Viu a les illes de Halmahera, Morotai i Batjan (Indonèsia). Es tracta d'un animal arborícola.